# Санта-Клара (долина)

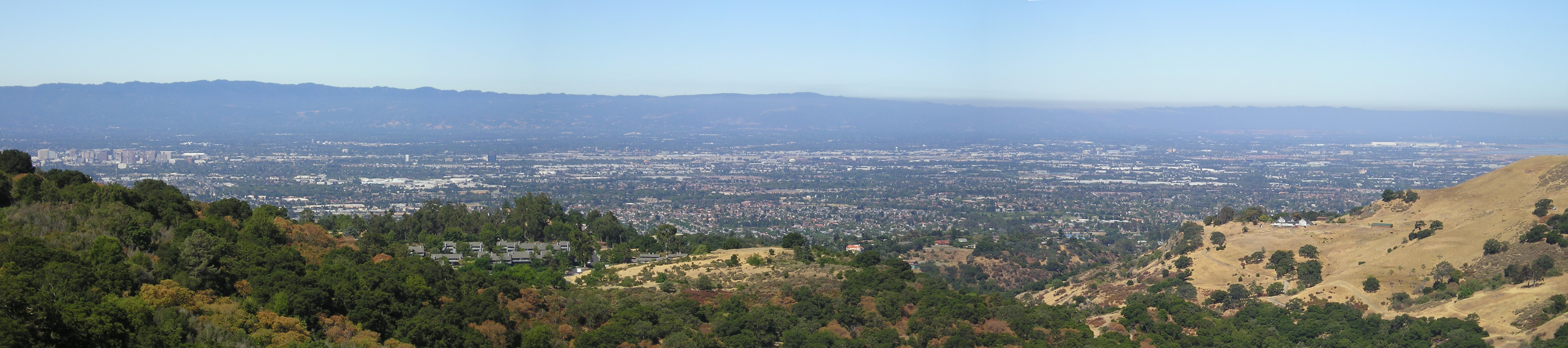
Вид на долину. Долина простягається з півночі на південь на цьому зображенні

Долина Санта-Клара (англ. Santa Clara Valley) — простягається через південний схід від південного краю затоки Сан-Франциско у Північній Каліфорнії, США. Північний, урбанізований край долини є частиною регіону, всесвітньо відомого як Кремнієва Долина. Переважна більшість території долини знаходиться в окрузі Санта-Клара, в тому числі адміністративний центр округу, Сан-Хосе.

## Міста долини
- Гілрой (Gilroy)
- Кемпбелл (Campbell)
- Купертіно (Cupertino)
- Лос-Алтос (Los Altos)
- Лос-Алтос-Гілс (Los Altos Hills)
- Лос-Гатос (Los Gatos)
- Маунтін-В'ю (Mountain View)
- Мілпітас (Milpitas)
- Монте-Серено (Monte Sereno)
- Морган-Гілл (Morgan Hill)
- Пало-Альто (Palo Alto)
- Сан-Мартін (San Martin)
- Сан-Хосе (San Jose)
- Сан-Хуан-Баутіста  (San Juan Bautista)
- Санта-Клара (Santa Clara)
- Саратога (Saratoga)
- Голлістер (Hollister)

## Визначні місця

### Пало-Альто
- Штаб-квартира компанії Hewlett-Packard
- Стенфордський університет

### Сан-Хосе
- SAP Center
- Hayes Mansion
- Plaza de César Chávez
- Cathedral Basilica of St. Joseph
- Winchester Mystery House
- Santana Row
- Lick Observatory
- Rosicrucian Egyptian Museum
- Mexican Heritage Plaza
- History Park at Kelley Park
- Children's Discovery Museum of San Jose
- San Jose International Airport
- San Jose Museum of Art
- San Jose State University

### Санта-Клара
- Університет Санта-Клари
- California's Great America
- The Tech Museum of Innovation

### Саннівейл/Маунтін-В'ю
- Moffett Federal Airfield